# Baby Action
Baby Action је трећи студијски албум јапанског рок бенда Скандал. Изашао је 10. августа 2011. и пуштен је у продају у три верзије. На Орикон листама је достигао 4. место са укупно 55 664 проданих примерака.
Први сингл SCANDAL Nanka Buttobase је изашао 6. октобра 2010. Други синглови су Pride 9. Фебруара 2011, Haruka 20. Априла и LOVE SURVIVE 27. Јула.

## Списак песама
| №               | Назив                                                  | Аутор(и)                       | Трајање |  |
| 1.              | Glamorous You                                          | Мами Сасазаки, Танака Хиденори | 4:06    |  |
| 2.              | (その時、世界はキミだらけのレイン)                     | Зуто Хизаши                    | 3:10    |  |
| 3.              |                                                        | Харуна Оно, Танака Хиденори    | 3:40    |  |
| 4.              |                                                        | Томоми Огава, Танака Хиденори  | 3:49    |  |
| 5.              |                                                        | Рина Сузуки, Хироши Инуи       | 5:19    |  |
| 6.              | (アップルたちの伝言)                                   | Томоми Огава                   | 4:18    |  |
| 7.              | (東京スカイスクレイパー)                               | Рина Сузуки, Тору Хидека       | 4:35    |  |
| 8.              |                                                        | Харуна Оно, Танака Хиденори    | 4:31    |  |
| 9.              | (ハルカ)                                               | Харуна Оно, Танака Хиденори    | 5:05    |  |
| 10.             | SCANDAL Nanka Buttobase (スキャンダルなんかブッ飛ばせ) | Аки Јоко                       | 3:25    |  |
| 11.             |                                                        | Томоми Огава, Рина Сузуки      | 4:44    |  |
| 12.             |                                                        | Рина Сузуки, Јуичи Таџика      | 5:54    |  |
| Укупно трајање: | Укупно трајање:                                        | Укупно трајање:                | 52:52   |  |